# 朝野魚養
朝野 魚養（あさの の なかい、生没年不詳）は、奈良時代の官人・能書家。氏姓は忍海原連のち朝野宿禰。官位は外従五位下・典薬頭。

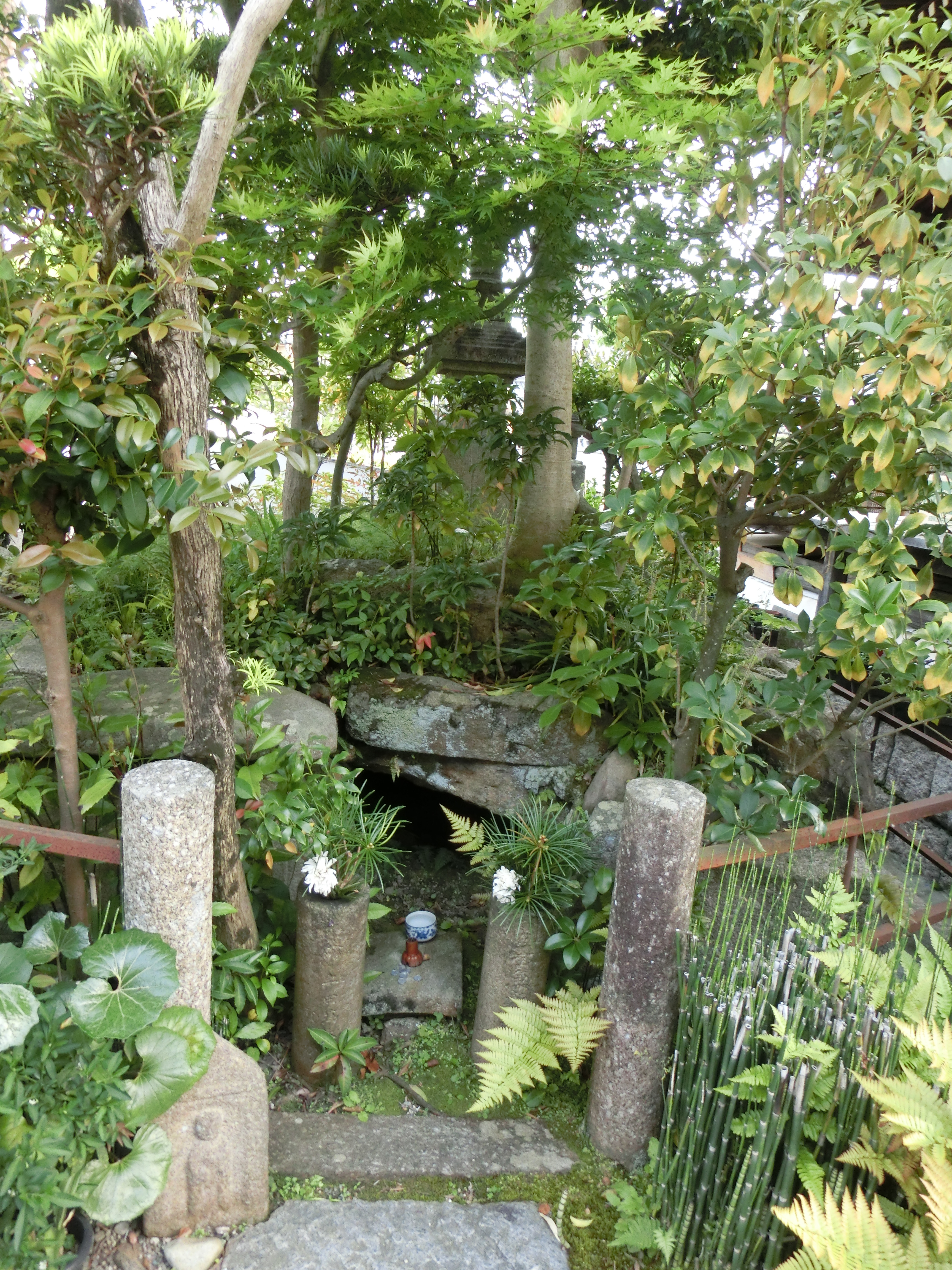
魚養塚（十輪院）

## 経歴
延暦6年（787年）正六位上から外従五位下に昇叙。延暦7年（788年）播磨大掾、次いで典薬頭に任ぜられる。延暦10年（791年）忍海原連から朝野宿禰への改姓を願うことを以下の通り言上し、許されている。
葛城襲津彦の六男で忍海原連の祖先の熊道宿禰から六代目の子孫にあたる首麻呂が、天武天皇10年（681年）に連姓に貶賜姓された。その後、再三訴えを行ったが改姓が実現されることはなかった。そこで今回、旧姓（忍海原連）を除いて朝野宿禰姓への改姓を賜りたい。なお、朝野とは居住地（忍海原）の本来の名称である。
書道に秀で、薬師寺の扁額の揮毫を行ったほか、同寺に伝来した大般若経33巻は魚養が書写したとの伝承があり「魚養経」と称される（藤田美術館および奈良国立博物館蔵）。元興寺の一院である十輪院には魚養塚があり、同院には魚養を開基とする伝承がある。

## 官歴
『続日本紀』による。
- 時期不詳：正六位上
- 延暦6年（787年） 5月22日：外従五位下[4]
- 延暦7年（788年） 2月6日：播磨大掾。7月25日：典薬頭
- 延暦10年（791年） 正月8日：忍海原連のち朝野宿禰に改姓